# Championnat du Turkménistan de football 2006
Navigation
Saison 2005 Saison 2007
La saison 2006 du Championnat du Turkménistan de football est la quatorzième édition de la première division au Turkménistan. La compétition rassemble les huit meilleurs clubs du pays qui sont regroupés au sein d'une poule unique et s'affrontent quatre fois, deux à domicile et deux à l'extérieur. À l'issue du championnat, le dernier du classement est relégué et remplacé par le meilleur club de deuxième division.
C'est le club du HTTU Achgabat, tenant du titre, qui remporte à nouveau la compétition cette saison après avoir terminé en tête du classement final, avec quatre points d'avance sur Nebitçi Balkanabat et sept sur le FK Achgabat, un club nouvellement créé qui dispute sa première saison parmi l'élite. C'est le deuxième titre de champion du Turkménistan de l'histoire du club. En bas du classement, c'est une surprise puisque c'est Nisa-Candybil Achgabat, quadruple champion (sous le nom de Nisa Achgabat) qui est relégué à l'issue de la compétition. C'est à ce jour[Quand ?] la dernière apparition du club au plus haut niveau.
Avant le démarrage de la saison, deux clubs ayant pris part au championnat la saison dernière, FK Ahal Änew et Gazçy Gazojak, déclarent forfait. Le championnat ne se déroule donc qu'avec huit formations au lieu de dix. 

## Les clubs participants
| - Köpetdag Achgabat - Nebitçi Balkanabat - Merw Mary - Şagadam Türkmenbaşy | - Nisa-Candybil Achgabat - HTTU Achgabat - Turan Dashoguz - FK Achgabat |

## Compétition
Le barème de points servant à établir le classement se décompose ainsi :
- Victoire : 3 points
- Match nul : 1 point
- Défaite : 0 point

### Classement
| Rang | Équipe                 | Pts | J  | G  | N | P  | Bp | Bc | Diff |
| ---- | ---------------------- | --- | -- | -- | - | -- | -- | -- | ---- |
| 1    | HTTU AchgabatT         | 55  | 28 | 16 | 7 | 5  | 56 | 30 | +26  |
| 2    | Nebitçi BalkanabatC    | 51  | 28 | 15 | 6 | 7  | 38 | 19 | +19  |
| 3    | FK Achgabat            | 48  | 28 | 14 | 6 | 8  | 40 | 24 | +16  |
| 4    | Şagadam Türkmenbaşy    | 41  | 28 | 12 | 5 | 11 | 39 | 39 | 0    |
| 5    | Köpetdag Achgabat      | 39  | 28 | 10 | 9 | 9  | 39 | 38 | +1   |
| 6    | Turan Dashoguz         | 33  | 28 | 9  | 6 | 13 | 33 | 44 | -11  |
| 7    | Merw Mary              | 25  | 28 | 7  | 4 | 17 | 22 | 51 | -29  |
| 8    | Nisa-Candybil Achgabat | 19  | 28 | 4  | 7 | 17 | 22 | 44 | -22  |

|  | Qualification pour la Coupe de l'AFC 2007                     |
|  | Relégation directe en deuxième division                       |
|  | T : Tenant du titre C : Vainqueur de la Coupe du Turkménistan |

## Bilan de la saison
| Championnat du Turkménistan de football 2006                             |                          |
| Champion                                                                 | HTTU Achgabat (2e titre) |
| Coupes et trophées                                                       |                          |
| Vainqueur de la Coupe du Turkménistan 2006                               | Nebitçi Balkanabat       |
| Qualifications continentales                                             |                          |
| Coupe de l'AFC 2007                                                      | HTTU Achgabat            |
| Coupe de l'AFC 2007                                                      | Nebitçi Balkanabat       |
| Promotions et relégations                                                |                          |
| Promus en Yokary Liga                                                    | Talyp Sporty Achgabat    |
| Relégués en Championnat du Turkménistan de football de deuxième division | Nisa-Candybil Achgabat   |